# Tournoi d'ouverture du championnat du Chili de football 2002
Navigation
Saison précédente Tournoi suivant
Le tournoi d'ouverture de la saison 2002 du Championnat du Chili de football est le premier tournoi de la soixante-dixième édition du championnat de première division au Chili.
Le format du championnat est complètement modifié à partir de cette année et prend pour modèle le championnat mexicain. La saison sportive est scindée en deux tournois saisonniers, Ouverture et Clôture, qui décerne chacun un titre de champion. Le fonctionnement de chaque tournoi est le même; une première phase voit les seize équipes réparties en quatre poules où elles affrontent les quinze autres équipes une seule fois, les trois premiers de chaque poule se qualifient pour la seconde phase, jouée en matchs à élimination directe. Le vainqueur du tournoi d'Ouverture se qualifie pour la Copa Libertadores 2003 et est protégé de la relégation en fin de saison, tout comme le finaliste.
La relégation est décidée à l'issue du tournoi de Clôture. Un classement cumulé des deux tournois est effectué et les deux derniers de ce classement sont relégués et remplacés par les deux meilleures équipes de La segunda division, la deuxième division chilienne de football.
C'est le Universidad Católica qui remporte le tournoi après avoir battu le CSD Rangers en finale. C'est le huitième titre de champion du Chili de l'histoire du club.

## Les clubs participants
| - Colo Colo - Universidad Católica - CF Universidad de Chile - Unión San Felipe - CD Coquimbo Unido - CSD Rangers - Club de Deportes Cobreloa - Club Deportivo Huachipato | - Club de Deportes Cobresal - Promu de Segunda División - Unión Española - Deportes Temuco - Promu de Segunda División - Audax Italiano - Club Deportivo Palestino - CD Santiago Morning - Club Deportes Concepción - Santiago Wanderers |

## Compétition
Le barème utilisé pour établir le classement est le suivant :
- Victoire : 3 points
- Match nul : 1 point
- Défaite : 0 point

### Première phase
| Rang | Équipe                     | Pts | J  | G | N | P | Bp | Bc | Diff |
| ---- | -------------------------- | --- | -- | - | - | - | -- | -- | ---- |
| 1    | Santiago WanderersT        | 25  | 15 | 7 | 4 | 4 | 24 | 20 | +4   |
| 2    | Club Deportivo Huachipato  | 16  | 15 | 4 | 4 | 7 | 24 | 31 | -7   |
| 3    | CD Santiago Morning        | 15  | 15 | 4 | 3 | 8 | 23 | 25 | -2   |
| 4    | Club de Deportes CobresalP | 12  | 15 | 3 | 3 | 9 | 19 | 36 | -17  |

| Rang | Équipe                   | Pts | J  | G | N | P | Bp | Bc | Diff |
| ---- | ------------------------ | --- | -- | - | - | - | -- | -- | ---- |
| 1    | Universidad Católica     | 29  | 15 | 8 | 5 | 2 | 40 | 22 | +18  |
| 2    | Club Deportivo Palestino | 26  | 15 | 6 | 8 | 1 | 29 | 21 | +8   |
| 3    | Deportes TemucoP         | 23  | 15 | 6 | 5 | 4 | 33 | 27 | +6   |
| 4    | Audax Italiano           | 21  | 15 | 6 | 3 | 6 | 18 | 21 | -3   |

|  | Qualification pour le barrage pré-Libertadores    |
|  | Qualification pour la seconde phase               |
|  | T : Tenant du titre P : Promu de Segunda Division |

| Rang | Équipe                    | Pts | J  | G | N | P | Bp | Bc | Diff |
| ---- | ------------------------- | --- | -- | - | - | - | -- | -- | ---- |
| 1    | CF Universidad de Chile   | 25  | 15 | 7 | 4 | 4 | 28 | 23 | +5   |
| 2    | CSD Rangers               | 24  | 15 | 6 | 6 | 3 | 21 | 15 | +6   |
| 3    | Club de Deportes Cobreloa | 19  | 15 | 5 | 4 | 6 | 28 | 27 | +1   |
| 4    | Club Deportes Concepción  | 14  | 15 | 4 | 2 | 9 | 18 | 28 | -10  |

| Rang | Équipe            | Pts | J  | G | N | P | Bp | Bc | Diff |
| ---- | ----------------- | --- | -- | - | - | - | -- | -- | ---- |
| 1    | Colo Colo         | 30  | 15 | 9 | 3 | 3 | 29 | 16 | +13  |
| 2    | Unión San Felipe  | 18  | 15 | 5 | 3 | 7 | 21 | 24 | -3   |
| 3    | CD Coquimbo Unido | 18  | 15 | 7 | 3 | 5 | 17 | 26 | -9   |
| 4    | Unión Española    | 14  | 15 | 4 | 2 | 9 | 17 | 27 | -10  |

- Colo Colo se qualifie pour le barrage pré-Libertadores car il a obtenu le meilleur total de points sur l'ensemble de la première phase.

### Seconde phase
Les douze équipes participent au premier tour; deux équipes éliminées sont repêchées pour disputer les quarts de finale. Le premier tour utilise un fonctionnement à part : c'est grâce aux points (victoire, nul, défaite) et non avec le score que la qualification est déterminée. En cas d'égalité (une victoire partout par exemple), une prolongation avec but en or est disputée, suivie éventuellement d'une séance de tirs au but.
Premier tour :
| Équipe 1                  | Résultat        | Équipe 2                 | Aller | Retour |
| ------------------------- | --------------- | ------------------------ | ----- | ------ |
| Club Deportivo Huachipato | 1 - 3           | Universidad Católica     | 1 - 0 | 0 - 3  |
| CD Coquimbo Unido         | 0 - 2           | Club Deportivo Palestino | 0 - 0 | 0 - 2  |
| Club de Deportes Cobreloa | 3 - 4 4 - 3 tab | Santiago Wanderers       | 2 - 1 | 1 - 3  |
| CD Santiago Morning       | 2 - 10          | Colo Colo                | 0 - 4 | 2 - 6  |
| Unión San Felipe          | 3 - 7           | CF Universidad de Chile  | 2 - 1 | 1 - 6  |
| Deportes Temuco           | 3 - 4           | CSD Rangers              | 1 - 2 | 2 - 2  |

Quarts de finale :
| Équipe 1                  | Résultat | Équipe 2                 | Aller | Retour |
| ------------------------- | -------- | ------------------------ | ----- | ------ |
| CSD Rangers               | 1e - 1   | Club Deportivo Palestino | 0 - 0 | 1 - 1  |
| Deportes Temuco           | 2 - 3    | Universidad Católica     | 0 - 1 | 2 - 2  |
| Club de Deportes Cobreloa | 4 - 7    | Colo Colo                | 2 - 5 | 2 - 2  |
| Santiago Wanderers        | 4 - 5    | CF Universidad de Chile  | 3 - 3 | 1 - 2  |

Demi-finales :
| Équipe 1                | Résultat | Équipe 2             | Aller | Retour |
| ----------------------- | -------- | -------------------- | ----- | ------ |
| CSD Rangers             | 4 - 3    | Colo Colo            | 2 - 1 | 2 - 2  |
| CF Universidad de Chile | 4 - 5    | Universidad Católica | 3 - 3 | 1 - 2  |

Finale :
| 26 juin 2002 | CSD Rangers | 1 - 1 | Universidad Católica | Estadio Fiscal de Talca, Talca              |                                             |
|              | Risso 90e   |       | D.Pérez 57e          | Spectateurs : 14 000 Arbitrage : Guido Aros | Spectateurs : 14 000 Arbitrage : Guido Aros |

| 30 juin 2002 | Universidad Católica                              | 4 - 0 | CSD Rangers | Estadio San Carlos de Apoquindo, Santiago du Chili |                                                 |
|              | Norambuena 45e, 47e · D.Pérez 62e · Mirosevic 73e |       |             | Spectateurs : 20 000 Arbitrage : Carlos Chandia    | Spectateurs : 20 000 Arbitrage : Carlos Chandia |

### Tournoi pré-Copa Sudamericana
La Copa Sudamericana est la nouvelle compétition mise en place par la CONMEBOL pour succéder à la Copa CONMEBOL, disparue en 1999. Les seize équipes de Primera Division se disputent les deux places qualificatives par le biais d'un tournoi à élimination directe, en matchs simple. Ce tournoi est disputé entre les deux tournois saisonniers. La Copa Libertadores et la Copa Sudamericana étant organisées sur deux semestres différents, un même club peut se qualifier pour les deux compétitions.
Premier tour :
| Équipe 1                  | Résultat    | Équipe 2                  |
| ------------------------- | ----------- | ------------------------- |
| Audax Italiano            | 0 - 1       | CD Santiago Morning       |
| Club de Deportes Cobreloa | 3 - 0       | Club de Deportes Cobresal |
| Union San Felipe          | 5 - 0       | Deportes Temuco           |
| Universidad Católica      | 4 - 2       | Unión Española            |
| Colo Colo                 | 1 - 2       | CD Coquimbo Unido         |
| Santiago Wanderers        | 2 - 1       | Club Deportivo Palestino  |
| Club Deportes Concepción  | 2 - 2 5 - 4 | CF Universidad de Chile   |
| CSD Rangers               | 3 - 2       | Club Deportivo Huachipato |

Deuxième tour :
| Équipe 1                  | Résultat   | Équipe 2            |
| ------------------------- | ---------- | ------------------- |
| CD Coquimbo Unido         | 2 - 0      | CD Santiago Morning |
| Club Deportes Concepción  | 0 - 1      | Santiago Wanderers  |
| Club de Deportes Cobreloa | 3 - 0 a.p. | CSD Rangers         |
| Universidad Católica      | 1 - 0      | Union San Felipe    |

Troisième tour :
| Équipe 1             | Résultat | Équipe 2                  |
| -------------------- | -------- | ------------------------- |
| CD Coquimbo Unido    | 1 - 4    | Santiago Wanderers        |
| Universidad Católica | 2 - 3    | Club de Deportes Cobreloa |

## Bilan du tournoi
| Championnat du Chili de football 2002 |                                 |
| Champion                              | Universidad Católica (8e titre) |
| Qualifications continentales          |                                 |
| Copa Libertadores 2003                | CD Universidad Católica         |
| Copa Sudamericana 2002                | Santiago Wanderers              |
| Copa Sudamericana 2002                | Club de Deportes Cobreloa       |
| Promotions et relégations             |                                 |
| Promus en Primera División            | Aucun                           |
| Relégués en Segunda División          | Aucun                           |